# Willem Michiels van Kessenich

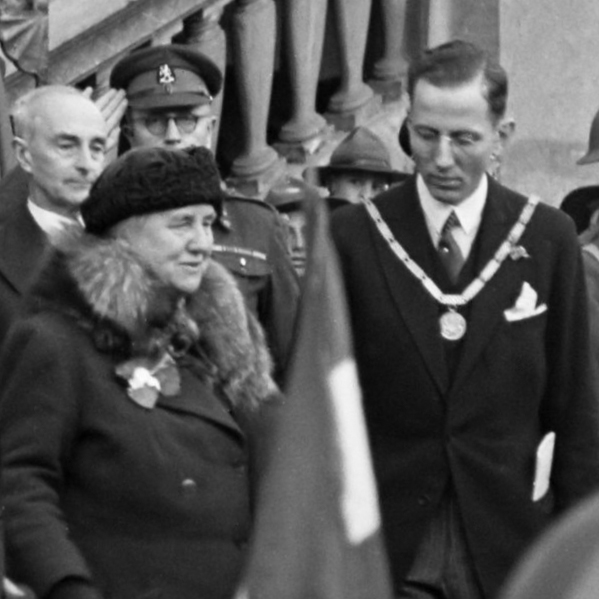
Koningin Wilhelmina en Willem Michiels van Kessenich (1945)

Willem baron Michiels van Kessenich, heer van Kessenich en Hunsel (1948) en van Verduynen (1968) (Langebrück, Saksen, Duitsland, 16 oktober 1902 – Bilthoven, 9 januari 1992) was een Nederlands politicus.
Michiels was burgemeester van het Limburgse Beek van 1933 tot 1937. Het bekendst is hij van zijn lange burgemeesterschap van Maastricht van 1937 tot 1967. Hij nam noodgedwongen tijdens de oorlogsjaren afstand van zijn ambt (1941-1944). Op 14 september 1944, de Bevrijding van Maastricht, werd het Militair Gezag ingesteld en werd Michiels van Kessenich om 14:00 uur "uit naam der Koningin" herbenoemd door verbindingsofficier Ben van Hasselt.
Kort na de Tweede Wereldoorlog werd hij gepolst voor de post van minister van Binnenlandse Zaken in het kabinet Schermerhorn. Omdat Michiels van Kessenich aan het begin van de oorlog een aantal gijzelaars bij de Duitse bezetter heeft aangewezen, werd de benoeming verhinderd. Dit achtervolgde hem nog tot na de oorlog, ondanks zijn verder smetteloze staat van dienst tijdens de oorlog.
Michiels zette zich in om de oorlogsschade in Maastricht te herstellen. Voorts werd door hem de woningnood na de oorlog tegengegaan door woningen en woonwijken aan te laten leggen.
Michiels was een telg uit het geslacht Michiels en twee keer getrouwd; in 1929 met jkvr. Emilie Louise Josephe Marie van Meeuwen (1907-1970) en in 1971 met Madeleine Marie Blanche Charlotte Ghislaine gravin du Chastel de la Howarderie (1905-1997). Uit het eerste huwelijk had hij twaalf kinderen (vijf zoons en zeven dochters), onder wie burgemeester jhr. mr. Louis Marie Michiels van Kessenich (1938-1990), getrouwd met het lid van de Eerste Kamer mr. Irene Michiels van Kessenich-Hoogendam. Tevens adopteerde het echtpaar tijdens de Hongaarse Opstand twee wees geworden zusjes. 

## Overige
Michiels van Kessenich was de laatste Nederlander die de eer te beurt viel Geheim Kamerheer met Kap en Degen van Zijne Heiligheid (de paus) te zijn. Dit was een erefunctie die werd verleend aan katholieke leken van adellijke afkomst.
- Biografisch Portaal: 96215903
- International Standard Name Identifier: 0000 0003 9019 2618
- Nederlandse Thesaurus van Auteursnamen: 070792577
- Virtual International Authority File: 283736575
- WorldCat: E39PBJtcGfm6Ky4MvrKrVC7j4q